# Фушун
Фушун (кин: 抚顺, 撫順, Fǔshùn) град је у покрајини Љаонинг на северозападу Кине. Налази се на 45 километара од провицијске престонице Шенјанг. Према процени из 2009. у граду је живело 1.411.206 становника., док је у ширем подручју живело 3 милиона становника. Површина града је 675 km².
Фушун је индустријски град. У њему се налази велики површински коп угља, где је рад данас механизован. У Фушуну се угаљ копа још од 12. века. Овде се експлоатише и нафта. У граду постоје погони за рафинисање алуминијума и израду аутомобила и машина. 

## Становништво
Према процени, у граду је 2009. живело 1.411.206 становника.
| 1990.     | 2000.     | 2009.     |
| --------- | --------- | --------- |
| 1.221.072 | 1.346.876 | 1.411.206 |

## Партнерски градови
- Арад
- Кокола
- Гладбек